# Battesimo di Cristo (Annibale Carracci)
Il Battesimo di Cristo è un dipinto di Annibale Carracci.

## Storia del dipinto
L'opera fu commissionata nel 1583 da Giacomo Canobbi, professore di diritto dell'Università di Bologna, per la sua cappella nella chiesa dei Santi Gregorio e Siro. Venne licenziata nel 1585, data che compare sulla tela.
Si tratta della seconda commissione pubblica ottenuta da Annibale dopo la Crocifissione del 1583. Il Battesimo è l'unica pala d'altare realizzata dal più noto dei Carracci prima del suo trasferimento a Roma ad essere rimasta nella sua collocazione originaria.

## Descrizione
Il Battesimo è la prima rilevante manifestazione della riscoperta del Correggio che, tra il 1584 e il 1587, occupò gli interessi artistici di Annibale Carracci.
L'influenza correggesca è particolarmente evidente nella parte alta della pala, occupata da un coro di angeli musicanti, sostenuti da nuvole materiche, al centro del quale compare il Padre Eterno. Questa parte della composizione è influenzata dagli affreschi del Correggio realizzati per la cupola del duomo di Parma.
La parte bassa del dipinto, che rappresenta l'evento principale, cioè il battesimo di Gesù, sembra ancora legata allo stile tardomanieristico allora dominante tra i pittori bolognesi. Lo si evince soprattutto dalla artificiosità delle pose di alcuni dei personaggi raffigurati e in special modo da quella del catecumeno a sinistra - che, mentre si sta togliendo la camicia per farsi battezzare a sua volta, indica in direzione del Signore - la cui torsione è fortemente innaturale.
Si  è notata in generale una frattura tra le due parti della tela (evidenziata anche dalla diversa impostazione luministica delle due sezioni) che è probabilmente indice delle incertezze e degli esiti ancora in fieri delle ricerche del giovane Annibale.
Nella composizione, oltre alla raffigurazione del Battesimo, si coglie il riferimento al mistero della Trinità: sull'asse mediano del dipinto si allineano il Padre Eterno, la colomba, simbolo dello Spirito Santo, e Gesù, il Figlio. Rimarca l'allusione trinitaria il gesto della mano dell'astante a sinistra (in giubba rossa) che indica il numero tre. La cappella del Canobbi, infatti, era dedicata sia al Battista che alla Trinità.
Già in questo primo importante episodio di meditazione del Carracci sull'arte dell'Allegri si coglie lo sforzo di Annibale di attualizzarne lo stile: il coro angelico in alto, pur derivato dal Correggio, si caratterizza per il suo spirito domestico, «quasi un concertino inscenato […] come una festa in famiglia».
Secondo il Malvasia, per questa sua seconda prova pubblica, Annibale si sarebbe avvalso dell'aiuto del più esperto cugino Ludovico.

## Altre immagini

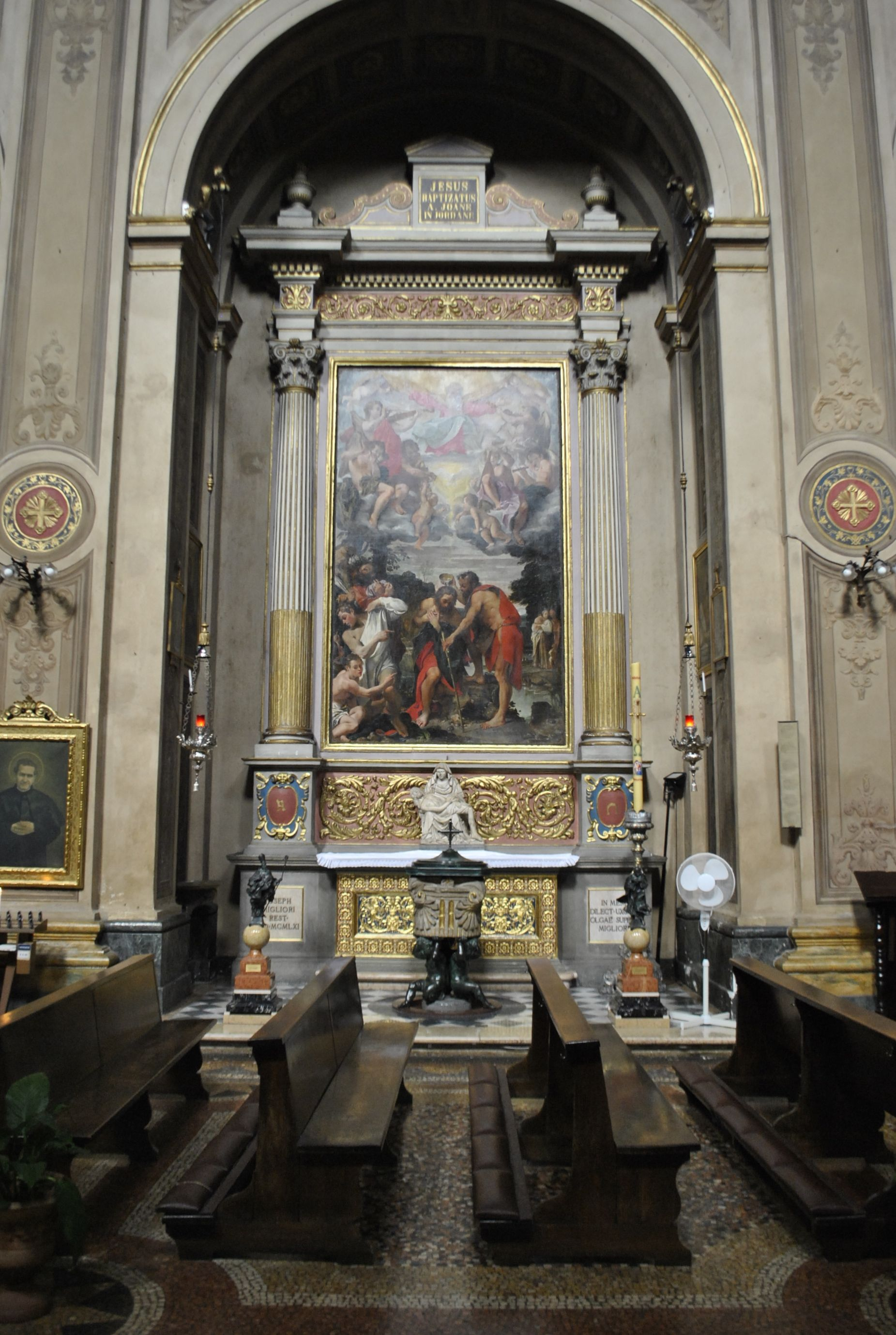
Il Battesimo di Annibale nel contesto della Chiesa dei Santi Gregorio e Siro a Bologna